# Сијад Баре
Мохамед Сијад Баре (сом. Maxamed Siyaad Barre, арап. محمد زياد بري; Шилаво, 6. октобар 1919 — Лагос, 2. јануар 1995) био је војни диктатор, генерал-мајор и трећи председник Сомалије (тада Демократска Република Сомалија), у периоду од 1969. до 1991. године. Током своје владавине, Сијад Баре себи је дао титулу Јале Сијад (сомалски: Друг Сијад).
У време стицања независности 1960, Запад је Сомалију видео као узоран пример руралне демократије. Но, изражени трибализам и породичне везе били су наглашени социјални проблеми с којима се цивилна власт није знала обрачунати. Бареова војна хунта обећала је, после државног удара, прилагодити научни социјализам потребама Сомалије, а главни узор била им је НР Кина. Дошло је до стварања добровољних радних група, које су радиле у земљорадњи и градиле путеве и болнице, готово сва индустрија је национализована, а потицане су кооперативне фарме. Трибализам је у потпуности забрањен, а власт је захтевала оданост централној власти. Уведен је потпуно нови систем писма, а 1974, како би се идеје револуције и просветне реформе прошириле земљом, затворене су све средње школе те је око 25.000 школараца у доби од 14 до 16 година, уз додатних 3 000 војних и цивилних службеника, послано у руралне делове земље како би образовало номадско становништво.

## Биографија
Рођен је 6. октобра 1919. у близини места Шилаво, провинција Огаден. У доби од 10 година изгубио је родитеље, а након што је завршио основну школу, отишао је у Могадишу, главни град Италијанске Сомалије, где је уписао средњу школу. Убрзо се запослио у италијанској колонијалној полицији (за то је морао да лаже о месту рођења), а касније се придружио британским полицијским снагама током британске управе. По завршетку Другог светског рата на две је године отишао у Италију где је вежбао с карабињерима, да би се по повратку у Сомалију вратио у полицију. Године 1960, након независности, постао је до-заповедник Сомалске војске, а ускоро је отишао у Совјетски Савез где је, након учествовања у заједничким војним вежбама, постао поборник марксистичког устројства власти.

### Председник
Године 1969, након што је у атентату убијен сомалски председник Абдирашид Али Шермарке, војска је 21. октобра организовала државни удар (дан након Шермаркеове сахране) и преузела власт. Сијад Баре је био постављен за председника Врховног револуционарног већа, а тиме и за председника државе, а његови први помоћници били су генерал-мајор Салад Габејре Кедије и шеф полиције Јама Коршел. Веће је убрзо променило име државе у Демократска Република Сомалија, започело прогоне функционера бивше власти, укинуло политичке странке и Устав, распустило парламент и укинуло Врховни суд.
По доласку на власт, Сијад Баре се назвао Победоносним вођом (Guulwade) и неговао је култ личности. Његов систем владавине био је посебан облик научног социјализма темељен на комбинацији начела Курана и марксизма уз снажно наглашен сомалски национализам.
Бареом предвођено Врховно револуционарно веће започело је темељите реформе пољопривреде, форсирало је јавне радове и започело је кампању писмености која је увелико повећала писменост у тој афричкој земљи. Одржаване су чврсте везе с арапским светом, али и целом Африком, тако да је Баре служио као председник Организације афричког јединства, претече Афричке уније, током 1974. године, када је земља постала чланица Арапске лиге што је још више појачало везе с Арапским светом. У јулу 1976, Веће се распустило и власт препустило Револуционарној социјалистичкој партији Сомалије која је наглашавала повезаност традиционалне државне религије, ислама, с марксистичком идеологијом. Привреда је била углавном планска, уз слабашни прилив приватних инвестиција које су такође биле под државним надзором. Године 1979, донесен је нови устав којим је отворен пут ка изборима за Народну скупштину, али је РСПС задржала власт све до 1980, када се распустила. Тада је поново утемељено Врховно револуционарно веће које је, тако, поново преузело власт.

#### Језик и антикланизам
Једна од првих ставки већа била је језична реформа коју је Баре извео уводећи сомалски језик (Af Soomaali) као званични језик, а модификовано латинично писмо које је развио лингвиста Шире Јама Ахмед као званично државно писмо. У школама и државним институцијама сомалски је уведен као једини званични, а 1972. сви који то нису, добили су шестомесечни рок да науче језик. Тиме је Баре доскочио великом расцепу који се стварао међу оним чиновницима који су говорили колонијалне језике (енглески и италијански) и онима који су говорили сомалски. Исто тако, врло се брзо обрачунао с проблемом кланизма, који је у Сомалији представљао озбиљан социјални проблем. Декретом који је дефинисао и забрањивао кланистичке радње решио је и тај проблем и тако наставио с брзим реформама којима је учвршћивао своју власт.

#### Национализам и Велика Сомалија
Ипак, Бареов национализам темељио се на идеји стварања Велике Сомалије (Soomaaliweyn), подручја на Рогу Африке који би у једну државу ујединио сва подручја у којима живе Сомалијци и у којима су, историјски, представљали већинску популацију. Његов план био је, тако, проширити територију на подручје Џибутија, Огадена и кенијске Северноисточне провинције. План је у праксу покушао да спроведе 1977, када је избио Огаденски рат, али је изворни успех пропао када је 1978. Совјетски Савез, а тиме и све социјалистичке земље, пружио подршку Етиопији. Исте године, рат се завршио повлачењем сомалских трупа из Огадена.

#### Спољашњи односи
На спољнополитичком плану, Баре је био један од типичних афричких примера који су мењали савезнике. Сомалија је, уз све то, била стратешки важна и Истоку и Западу због повољног географског положаја. Иако првобитно савезник Истока, Баре је након Огаденског рата истерао све совјетске савезнике, раскинуо Уговор о пријатељству и отворено се окренуо према Сједињеним Државама, које су све до 1989. давале отворену подршку његову режиму и пружале му позамашну финансијску помоћ.
Током 17. и 18. октобра 1977, Народни фронт за ослобођење Палестине отео је Луфтхансин Боинг 737-230 Адв који је летео за Могадишу и узео 86 талаца. Баре је успешно преговарао с немачким канцеларом Хелмутом Шмитом око интервенције противтерористичке јединице ГСГ-9 у Могадишу. Операција Фојерцаубер завршила је победом ГСГ-а уз мањи број повређених, док је командант НФОП-а, Зохаир Акаче, убијен приликом акције.

#### Унутрашња политика
На пољу унутрашње политике, Бареов режим се углавном базирао на улагања у примарне и секундарне делатности. Долазило је до отварања колективних фарми и подстицања пољопривреде, док је на пољу индустрије дошло до национализације фирми, а градили су се бројни путеви, градови и болнице. Један од примера такве политике била је и масивна садња дрвећа диљем земље. Исто тако, државна интервенција током велике суше која је 1974. и 1975. захватила север земље, довела је до стварања нових, колективних насеља у којима су се новонасељене породице бавиле новим делатностима (рибарство, пољопривреда).
Бареова економска политика није имала великог успеха. Национализација свих фирми и строго планска привреда довели су до великих финансијских потешкоћа током 1970-их, а додатан ударац било је и јавно незадовољство таквом политиком. Корумпираност државних службеника, велики трошкови Огаденског рата и превелика улагања у војску довела су до енормног повећања спољног дуга који је у једном тренутку износио 4 милијарде шилинга, што је износ којег би земља зарадила извозом банана у периоду од 75 година. Након раскида односа са Совјетским Савезом, Баре се окренуо ММФ-у, али су споразуми, који су захтевали укидање државних монопола и смањење улагања у војску, убрзо раскинути због незадовољства војних кругова. Та је политика током 1989. и 1990. довела до велике финансијске кризе и повећања сиромаштва у земљи.

#### Саобраћајна несрећа
У мају 1986, председник Баре је задобио озбиљне озледе у скоро фаталној аутомобилској несрећи у близини Могадишуа. Аутомобил, у којем је вожен, ударио је у стражњи део аутобуса током велике кише. Озледе главе, сломљена ребра и шок биле су последице због којих је месец дана боравио на лечењу у Саудијској Арабији. Генерал-пуковник Мохамед Али Саматар, тадашњи потпредседник, преузео је де факто вођење државе током следећих пар месеци. Ипак, Баре се успео опоравити довољно да буде поновно изабран, као једини кандидат, на нови седмогодишњи мандат 23. децембра 1986. године. Ипак, његово слабо здравље довело је до бројних шпекулација око његовог наследника већ у том периоду.

#### Кршење људских права
Ипак, добар део Бареова режима обележила је репресивна диктатура и немилосрдно кршење људских права. Долазило је до прогона, хапшења и убијања опонената, неистомишљеника и критичара, демократија је била на изразито слабим темељима, а силовања, мучења и ограничавања слободе биле су честе појаве које су изазвале реакције бројних светских организација, као што су Амнести интернашонал и Уједињене нације (које су Бареову диктатуру описали као најгори облик кршења људских права у Африци). Пример тога био је и Закон о националној сигурности бр. 54 из септембра 1970. године. Наиме, тај је закон држави омогућио хапшење и привођење сваког критичара државне политике, без судског процеса, а Већу је давало овласти да ухапси и смакне било кога ко представља претњу националној безбедности. Такви закони довели су до великог пада Бареове популарности и бројних облика протеста унутар саме Сомалије. Режим се са тим противницима обрачунао преко елитних јединица, Црвених беретки (Duub Cas) и паравојне постројбе Пионири победе, који су вршили најпрљавије послове, нарочито против кланова, којима су укидали доводе воде, што је резултовало одласком бројних Сомалијаца у избеглиштво у Етиопију, али честе су биле и смрти, мучења и силовања.

### Пад с власти, егзил и смрт
Пред сам крај, Бареова администрација се суочавала са све већим бројем проблема. Кланови су почели да стварају сопствене побуњеничке групе (као СНП или ДФСС) којима су покушали да нападну власт. Упориште им је било на северу, а добијали су подршку од Етиопије, чији је циљ такође био свргавање Бареа. Иако се Баре релативно успешно обрачунавао са већим делом побуњеника, крајем 1980-их дошло је до знатног напредовања побуњеника, посебно у северном Сомалиланду. Те су скупине добијале оружану потпору Етиопије како би свргнуле Бареа, што је 1991. довело до почетка Сомалског грађанског рата. Исте године, командант Мохамед Фарах Аидид са својим јединицама улази у Могадишу. Аидид се борио против власти и Бареових јединица те је успео, током поподнева 26. јануара 1991, свргнути Бареа с власти. На месту председника га је, до новембра исте године, наследио бизнисмен Али Махди Мохамед. Иако је нова влада међународно призната, није успела да успостави војну и политичку контролу у држави, а убрзо је дошло и до интерног сукоба међу клановима које је предводио председник Али Махди и командант Аидид.
Баре је, након што је у јануару 1991. напустио Могадишу, нашао уточиште на југозападу земље, где је започео формирање властите војске. Два је пута покушао да врати власт и освоји Могадишу, али је након пораза у мају 1991. био присиљен на егзил. Првобитно је побегао у Најроби, али тамо је наишао на незадовољство кенијске јавности због чега је убрзо побегао у Нигерију. Преминуо је у Лагосу, 2. јануара 1995. од последица срчаног удара. Његови посмртни остаци положени су на југозападу Сомалије.

## Цитати
Када сам дошао у Могадишу, била је само једна цеста коју су саградили Италијани. Ако ме натерате да одступим, отићу како сам и дошао. На власт сам дошао оружјем, једино тако ћу с ње и сићи.